# Ахмед-хан Кубинский (уцмий)
Ахмед-хан Кубинский — уцмий Кайтага. Военно-политический деятель в истории Дагестана XVII века. Сын уцмия Гусейн-хана.

## Биография
После смерти его отца, Гусейн-хана, Ахмед-хан, при поддержке кубинцев и сторонников в Кайтаге, в 1710 году завоевал Терекеме и Нижний Кайтаг вместе с Башлы и Маджалисом и стал уцмием. Тогдашний уцмий Амир-Хамза бежал в горные районы и, согласно найденному хронографу, скончался в 1122 году хиджры (1710—1711 годы).
Но править Ахмед-хану пришлось недолго. В Кайтаге началась крупная междоусобица. После смерти Амир-Хамзы, внук уцмия Рустам-хана и сын Уллубия, Ахмед-хан Большой пошёл против Ахмед-хана Кубинского. Около 1711 года ему удалось вытеснить Ахмед-хана Кубинского из Башлы в Маджалис. После этого Ахмед-хан Большой склонил на свою сторону одного из нукеров Ахмед-хана Кубинского, который неожиданно убил его в его же доме в Маджалисе.
В одном источнике XIX века датой смерти Ахмед-хана Кубинского указан 1703 год. Также сказано, что он похоронен в Маджалисе.